# Marine Hugonnier
 (décembre 2023).
 (décembre 2023).
Pour les articles homonymes, voir Hugonnier.
Marine Hugonnier, née en 1969 à Paris, est une réalisatrice et artiste contemporaine franco-britannique.  

## Son regard
Ses œuvres sont marquées par son intérêt pour les relations entre le langage et l'image, la narration et la géographie. Son travail est une exploration des politiques du regard.  
C'est une tentative de déconstruction de la complicité inhérente entre le regard et les idéologies politiques[style à revoir][pas clair].  
Sa pratique pose des questions relatives à l’ontologie des images dans notre tradition culturelle occidentale, cherchant à savoir si elles renvoient par principe aux politiques coloniales et d’extraction[pas clair][style à revoir]. Le cœur de sa recherche interroge successivement ce qui est représenté, ce qui ne peut pas être représenté ou qui est sous-représenté, ce qui est visible ou induit. 
Elle a beaucoup voyagé avec sa caméra Aaton s16 mm à l’épaule adoptant la position du reporter et de l’ethnographe, troublant délibérément ce qui définit la figure de l’artiste[style à revoir].  
Elle conçoit le cinéma comme un acte politique complexe. À travers lui, elle tente de reconfigurer les dispositifs de captation et de restitution du monde, et envisager un nouveau régime d’images. Ses projets abordent le féminisme en cherchant la possibilité d’un regard non-genré et d’une convergence entre humain et non-humain. Elle utilise différents médias, le cinéma, mais aussi la photographie et les collages. 
Ses films, perçus comme du « cinéma expérimental » dans le monde du cinéma ou des « films d'artistes » dans le monde de l'art, ouvrent des passages entre la fiction et le documentaire. Ils brouillent et compliquent la distinction entre ces deux catégories. Ses films sont projetés dans des festivals et montrés dans des institutions artistiques culturelles publiques ou privées.

## Biographie
Marine Hugonnier naît en France, et grandit entre les États-Unis et la France. Elle vit à Londres depuis 1998. Elle étudie la philosophie, l'anthropologie et l'histoire de l'art.
En 1990, elle est stagiaire pendant l'installation de l'exposition Passages de l'image au Centre Georges Pompidou et a l'occasion de rencontrer des artistes, des cinéastes et des photographes, dont Chris Marker, Michael Snow, Gary Hill, Thierry Kuntzel et Jeff Wall. Cette expérience, qu'elle  décrit comme « l'apprentissage d'une nouvelle grammaire », l'a fortement influencée.
Sa carrière débute en 2000 avec une exposition personnelle à la galerie Chantal Crousel à Paris. 
En 2021, elle obtient un doctorat à l'université de Westminster à Londres. L'intitulé de sa thèse est  "Cartographie Des Politiques Du Regard A La Recherche D'Un Regard Transformatif (Mapping Politics of Vision : Searching For A Transformative Gaze). Depuis 2023, elle est professeur de fiction à l'université des arts et du design de Karlsruhe en Allemagne. 

## Travail
Marine Hugonnier a réalisé douze moyens métrages. 
Ces films interrogent le plus souvent les conventions de représentation. Son cinéma s'interroge sur la distance qui sépare la caméra de son sujet, autant que la manière dont ce sujet est représenté. Cette recherche est au cœur de sa façon de penser le cinéma et constitue le sujet de ses films. 
Sa méthodologie, influencée par ses études en anthropologie, l'a fait voyager. Avec peu de moyens, sans script en main, mais équipée d'une Aaton 16mm, elle est partie en Afghanistan. 
Ariana  tourné dans la vallée du Pandjchir, raconte l'histoire d'une équipe de tournage fictive et remet en question le concept de panorama : un point de vue militaire et un mouvement de caméra qui a son origine dans le divertissement pré-cinématographique du XIXe siècle. 
The Last Tour est un voyage en ballon autour du Cervin en Suisse qui s'intéresse au regard dit touristique.
Travelling Amazonia, tourné sur la Transamazonienne au Brésil, rejoue la construction de cette route à travers la construction d'un travelling,,.
Elle est connue pour une série de collages, Art for Modern Architecture. Elle intervient sur la première page de journaux (rapportant des événements historiques du XXe siècle) en recouvrant les images de papiers sérigraphiés aux couleurs de la charte Kodak. L'objectif est de faire appel à la mémoire subjective du spectateur ainsi qu'à une conscience collective.

## Principales expositions
Marine Hugonnier a été l'objet d'expositions individuelles, notamment : 
- "Marine Hugonnier: Field Reports", Guggenheim Bilbao, (2023)
- Marine Hugonnier, Le cinéma à l’estomac, Jeu de Paume, Paris, France (2022)[9]
- Apicula Énigma, le Baltic Centre for Contemporary Art, Gateshead, Royaume-Uni (2014)[10],[11]
- Films: Marine Hugonnier, Musée d'art contemporain, Séoul, Corée du Sud (2014) ;
- Apparente Positions: Ariana, Le Sainsbury Centre for Visual Arts de Norwich, Royaume-Uni (2013)
- Malmö Konsthall, Suède (2009)
- Villa Romana, Florence, Italie (2009)
- Kunstverein Braunschweig, en Allemagne (2009)
- MAMCO, Genève, Suisse (2008)
- Musée municipal d'art actuel, Gand, Belgique (2007)
- La Trilogie, Philadelphia Museum of Art, Philadelphie (2007)
- Stop & Go, Fondazione Sandretto Re Rebaudengo, Turin, Italie (2007)
- Kunsthalle de Berne, Suisse (2007)
- Bard College, New York, États-Unis (2005)
- Chisenhale Gallery, Londres, Royaume-Uni (2003)[12],[13].

## Collections
Son travail fait partie de nombreuses collections :
- ARCO Collection, Madrid, Espagne[14]
- Arts Council, Royaume-Uni[14]
- British Council, Royaume-Uni[15]
- BSI Collection, Lugano, Suisse[14]
- COFF - Fundación Centro Ordóñez-Falcón de Fotografía, San Sebastian, Espagne[14]
- Collection La Gaia, Busca, Italie
- David Roberts Collection, Londres, Royaume-Uni[14]
- Fondation pour la MAN, Luxembourg[14]
- Fondation Serralves, Porto, Portugal[14]
- Fondazione Sandretto Re Rebaudengo, Turin, Italie[14]
- Fonds national d'art contemporain (FNAC), Paris, France[14]
- Fonds régional d'art contemporain (FRAC) de Lorraine, Metz, France[16]
- IFEMA Collection[14]
- Institut Inhotim, Brumadinho, MG, Brésil
- Musée Jumex, Mexico, Mexique[14]
- Kunsthalle de Berne, Suisse[17]
- MACBA, Barcelone, Espagne[18]
- MAMCO, Genève, Suisse[14]
- MUDAM, Luxembourg[19]
- MOMA, New York, États-Unis[14]
- Musée d'art moderne de la ville de Paris, ARC,  Paris, France[14]
- National Gallery of Art, Washington DC, États-Unis[14]
- Musée national centre d'art Reina Sofía, Madrid, Espagne
- Neuberger Berman Collection, New York, États-Unis[14]
- Philadelphia Museum of Art, Philadelphie, États-Unis[14]
- Sammlung Goetz, Munich, Allemagne[14]
- Towner Galerie d'art, Eastbourne, Royaume-Uni[14]
- UBS Collection, Londres/Zurich, Royaume-Uni/CH[14]
- Musée national de l'art, de l'architecture et du design, Oslo, Norvège[14]